# Hydraena subsequens
Hydraena subsequens är en skalbaggsart som beskrevs av Claudius Rey 1886. Hydraena subsequens ingår i släktet Hydraena och familjen vattenbrynsbaggar. Inga underarter finns listade i Catalogue of Life.